# 조선민주주의인민공화국 중앙통계국
중앙통계국(中央統計局)은 각 경제단위의 계획수행을 감시하며 각종 통계를 수집하는 업무를 관장하는 조선민주주의인민공화국 내각의 중앙 행정기관이다.

## 산하 조직
평양에 본청과 1개의 지청이 있으며, 각 도 별로 1개의 지방 통계청을 두고 있다. 각 시와 군에도 지방사무소가 있고, 기업소 단위 별로 통계원이 상주하고 있다. 중앙통계국의 주요 하부 기관은 다음과 같다. 
- 종합통계처
- 상업생계통계처
- 농업국토통계처
- 공업통계처
- 건설운수통계처
- 자재통계처
- 특수통계처
- 대외경제조사처
- 중앙계산소

## 역대 중앙통계국장
- 김창수 : 1996년 3월 ~ 2014년 4월
- 리승호 : 2014년 4월 ~ 2014년 8월
- 최승호 : 2014년 8월 ~ 2021년 1월
- 리철산 : 2021년 1월 ~

## 같이 보기
- 조선민주주의인민공화국의 인구
- 조선민주주의인민공화국의 경제
- 장마당 (조선민주주의인민공화국)